# Tweede Divisie 2020/21
Die Tweede Divisie 2020/21 war die fünfte Spielzeit der dritthöchsten niederländischen Fußballliga seit ihrer Auflösung 1971 und die insgesamt 20. Saison der Tweede Divisie. Die Liga fungiert als höchste Amateurliga des Landes. Sie begann am 5. September 2020. Die letzten Spiele fanden am 10. Oktober 2020 statt.
Bei einer außerordentlichen KNVB-Verbandssitzung am 7. Juni 2018 wurde eine Einigung über die Anzahl der Reservemannschaften erzielt, die ab der Saison 2019/20 in jeder Division zulässig sind. Für die Tweede Divisie werden es zwei Mannschaften sein.
Der KNVB trat am 16. Dezember 2019 erneut zusammen und beschloss, die Klausel bis 2022/23 weiter zu verlängern und Reservemannschaften aus der Tweede Divisie zusammen mit den anderen zweiten Mannschaften im neuen U21-Wettbewerb spielen zu lassen.

## Spielbetrieb während der Coronavirus-Pandemie
In der Vorsaison hat der KNVB am 31. März 2020 beschlossen, alle Wettbewerbe auf Amateurebene abzusagen. Sie entschieden auch, dass es für diese Wettbewerbe keine Endwertung geben würde und daher keine Meister, keine Auf- und Abstiege. Infolgedessen begann diese Saison mit genau den gleichen Mannschaften wie die vorherige Saison.
Am 3. Dezember 2020 gab der KNVB bekannt, dass der reguläre Wettbewerb nicht mehr fortgesetzt wird. Stattdessen wäre die Liga in zwei Gruppen von neun Teams aufgeteilt worden, gefolgt von den Playoffs. Am 24. Februar 2021 stellte der KNVB schließlich laufende Seniorenwettbewerbe der Kategorie A von Tweede Divisie und darunter wieder ohne Aufstieg oder Abstieg ein.

## Modus
Die 18 Mannschaften hätten an 34 Spieltagen aufgeteilt in einer Hin- und einer Rückrunde jeweils zwei Mal gegeneinander antreten müssen. Der Letzte und Vorletzte wäre direkt in die Derde Divisie abgestiegen. Der Dritt- und Viertletzte hätte in einer Relegationsrunde gegen den Abstieg antreten müssen.

## Vereine
Es traten die gleich 18 Mannschaften wie im Vorjahr an.

## Abschlusstabelle
| Pl. | Verein              | Sp. | S | U | N | Tore    | Diff. | Punkte |
| --- | ------------------- | --- | - | - | - | ------- | ----- | ------ |
| 1.  | AFC Amsterdam       | 5   | 4 | 1 | 0 | 015:500 | +10   | 13     |
| 2.  | ASWH                | 6   | 4 | 0 | 2 | 012:700 | +5    | 12     |
| 3.  | SV Spakenburg       | 6   | 3 | 3 | 0 | 011:600 | +5    | 12     |
| 4.  | Quick Boys          | 6   | 4 | 0 | 2 | 007:800 | −1    | 12     |
| 5.  | VV IJsselmeervogels | 5   | 3 | 0 | 2 | 009:100 | −1    | 09     |
| 6.  | Rijnsburgse Boys    | 5   | 2 | 2 | 1 | 010:600 | +4    | 08     |
| 7.  | Kozakken Boys       | 5   | 2 | 2 | 1 | 012:100 | +2    | 08     |
| 8.  | VV Katwijk          | 5   | 2 | 2 | 1 | 009:700 | +2    | 08     |
| 9.  | HHC Hardenberg      | 6   | 2 | 2 | 2 | 007:700 | ±0    | 08     |
| 10. | Koninklijke HFC     | 4   | 2 | 0 | 2 | 006:500 | +1    | 06     |
| 11. | Jong Volendam       | 6   | 1 | 2 | 3 | 009:130 | −4    | 05     |
| 12. | GVVV                | 6   | 1 | 2 | 3 | 006:110 | −5    | 05     |
| 13. | SV TEC              | 4   | 1 | 1 | 2 | 006:600 | ±0    | 04     |
| 14. | Excelsior Maassluis | 5   | 1 | 1 | 3 | 006:100 | −4    | 04     |
| 15. | Jong Sparta         | 6   | 0 | 4 | 2 | 006:900 | −3    | 04     |
| 16. | SVV Scheveningen    | 4   | 0 | 3 | 1 | 003:400 | −1    | 03     |
| 17. | VV Noordwijk        | 5   | 0 | 3 | 2 | 007:100 | −3    | 03     |
| 18. | De Treffers         | 5   | 0 | 2 | 3 | 002:900 | −7    | 02     |

Platzierungskriterien: 1. Punkte – 2. Verlustpunkte – 3. Tordifferenz – 4. geschossene Tore – 5. Alphabetische Reihenfolge